# دیامانت
دیامانت (به اسپانیایی: Diamante) یک منطقهٔ مسکونی در آرژانتین است که در بخش دیامانته واقع شده‌است. دیامانت ۱۰۴ کیلومتر مربع مساحت و ۱۹٬۱۴۲ نفر جمعیت دارد.